# Santuario del Bom Jesus do Monte
Il Santuario del Buon Gesù del Monte (in portoghese: Santuário do Bom Jesus do Monte) è un complesso sacro della città portoghese di Braga, che si erge in cima ad una monumentale scalinata barocca.
La scalinata, scolpita nell'austero granito grigio evidenziato dal riverberante biancore dei muri a imbiancati a calce, è l'illustrazione del barocco del nord del paese. Il santuario, a cui conduce la scalinata, più austero, fu costruito da Carlos Amarante tra il 1784 e il 1811 in stile neoclassico.

## Descrizione

### Simbolismo della Via Sacra
La Via Sacra, che il pellegrino percorreva sulle ginocchia, è formata da un sentiero orlato da cappelle, che corrispondono alle stazioni della Via Crucis. Prosegue con le scalinate dei cinque sensi e delle Tre Virtù. La Via Sacra rappresenta il percorso spirituale del fedele che deve imparare a dominare i propri sensi e acquisire le tre virtù cardinali  (Fede, Speranza e Carità) per guadagnarsi la salvezza.

### Funicolare di Bom Jesus
La funicolare di Bom Jesus, inaugurata nel 1882, fu la prima a essere costruita nella penisola iberica iberica. Si tratta della funicolare più antica del mondo tuttora in uso e utilizza esclusivamente la forza di gravità dell'acqua, conservata ib due serbatoi che fungono da contrappeso.

### Scalinata
Un elegante portico dà accesso al sentiero serpeggiante bordato da cappelle che custodiscono ciascuna una scena della Passione di Cristo illustrata da personaggi di terracotta in grandezza naturale, animati da uno straordinario realismo espressivo. Vicino a ogni cappella si erge una piccola fontana ornata da motivi mitologici. Nel complesso, conta 583 gradini.

### Scalinata dei Cinque Sensi
La scalinata, a doppia rampa, presenta alla base due colonne intorno alle quali è avvolto un serpente; l'acqua fuoriesce dalla bocca del rettile e cola a spirale intorno al suo corpo. Sopra la fontana delle Cinque Piaghe l'acqua zampilla dai cinque bisanti che appaiono nello stemma del Portogallo. Ogni piano di sosta è adorno di fontane allegoriche che illustrano i cinque sensi. A seconda del senso illustrato, l'acqua zampilla dagli occhi (vista), dalle orecchie (udito), dal naso (olfatto) e dalla bocca (gusto). Il tatto è rappresentato da un personaggio che tiene nelle mani una brocca da cui sgorga l'acqua.

### Scalinata delle Tre Virtù
È ornata da fontane allegoriche che illustrano la Fede, la Speranza e la Carità, ogni balaustra è adorna di obelischi e statue raffiguranti personaggi dell'Antico Testamento. Dal sagrato della chiesa si apre uno splendido panorama sulla scalinata barocca e sulla città di Braga. La chiesa racchiude reliquari ed ex voto, e nel coro un calvario che ricorda lo stile delle cappelle della Via Crucis.